# Ga Mapo
Ga Mapo (Tiếng Hàn: 마포역, Hanja: 麻浦驛) là ga tàu điện ngầm trên Tàu điện ngầm vùng thủ đô Seoul tuyến 5 ở Dohwa-dong, Mapo-gu, Seoul. Nó nằm gần ở cuối phía Đông Bắc của Cầu Mapo. Ga Yeouinaru được kết nối với ga này bằng Đường hầm dưới nước sông Hán.

## Lịch sử
- 30 tháng 12 năm 1996: Việc kinh doanh bắt đầu với việc khai trương Tàu điện ngầm Seoul tuyến 5

## Bố trí ga
| Yeouinaru ↑ |
| E/B W/B \|  |
| ↓ Gongdeok  |

| Hướng Tây  | ●Tuyến 5 | ← Hướng đi Yeouido · Kkachisan · Sân bay Quốc tế Gimpo · Banghwa |
| Hướng Đông | ●Tuyến 5 | → Hướng đi Gongdeok · Gwanghwamun · Hanam Geomdansan · Macheon → |

## Xung quanh nhà ga
| Lối ra \| 나가는 곳 \| Exit \| 出口 | Lối ra \| 나가는 곳 \| Exit \| 出口 |
| ----------------------------------- | --- |
| 1                                   | Yonggang-dong Trung tâm dịch vụ cộng đồng Yonggang-dong Bãi đỗ xe Mapo Cầu Mapo Trung tâm phát triển phụ nữ trung tâm Seoul Mapo Daelim APT Quỹ lao động quốc tế Hàn Quốc |
| 2                                   | Yeomni-dong Trường tiểu học Yeomni Seoul Trung tâm an toàn Yeomni 119 Cơ quan quản lý lao động và việc làm khu vực Seoul Chi nhánh phía Tây Seoul Trung tâm việc làm phía Tây Seoul Đại học kỹ thuật số Seoul Tổng công ty môi trường Hàn Quốc Trụ sở chính khu vực đô thị phía Tây |
| 3                                   | Dohwa-dong Hướng đi Gongdeokogeori Trungtâm cảnh sát Dohwa |
| 4                                   | Buddhist Broadcasting System Mapo-dong Mapo Ssangyonghwanggeum APT |